# Assumpció de Maria
L'Assumpció de Maria o Assumpció de la Mare de Déu és la creença, d'acord amb la tradició i teologia de l'Església Ortodoxa i de l'Església Catòlica, que el cos i ànima de la Mare de Déu van ser duts al cel després d'acabar els seus dies en la terra. Aquest trasllat és anomenat Assumptio Beatæ Mariæ Virginis (Assumpció de la Benaventurada Mare de Déu) pels catòlics romans, la doctrina dels quals va ser definida com a dogma (veritat de la qual no pot dubtar-se) pel papa Pius XII l'1 de novembre de 1950.
L'Església Catòlica celebra aquesta festa en honor de la Mare de Déu a Orient des del segle vi i a Roma des del segle vii. La festivitat se celebra el 15 d'agost.

## Història

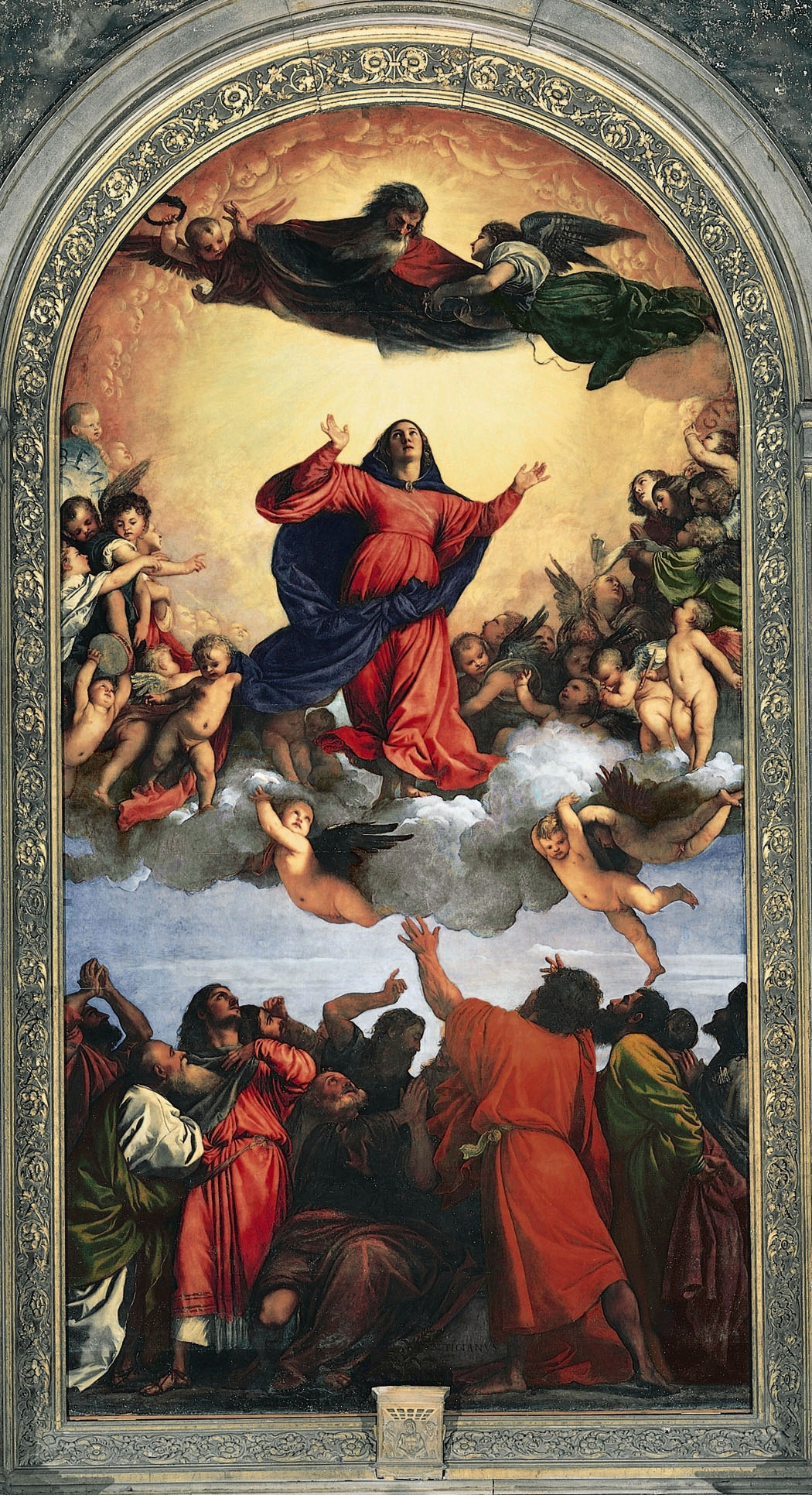
L'Assumpció de la Verge (Ticià) a (Venècia)

Sobre la mort de Maria no hi ha dades concloents, ja siguin bíbliques o bé històriques, ni del lloc (alguns assenyalen Efes o Jerusalem) ni de la manera.

### Primeres referències litúrgiques
La primera referència oficial a l'assumpció es troba en la litúrgia oriental; en el segle iv se celebrava la festa de "El Record de Maria" que commemorava l'entrada al cel de la Mare de Déu i on es feia referència a la seua assumpció. Aquesta festa en el segle vi va ser dita la Dormitio (χοίμŋσις) o Dormició de Maria, on se celebrava la mort, resurrecció i assumpció de Maria. L'emperador romà d'Orient Maurici decretà que la festa se celebrarà el 15 d'agost en tot l'imperi; convé aclarir que només va fixar una data, no “va inventar” la festa, ja que aquesta se celebrava des d'abans.
Un altre testimoniatge que evidencia la celebració la dona Sant Gregori de Tours, qui en la seua obra “De Gloria Martityrum” assenyala que aquesta festa la celebraven a Jerusalem al final del segle vi.

### Relats apòcrifs
Els relats apòcrifs sobre l'assumpció de Maria apareixen aproximadament des del segle iv i V. Sent el més difós i possiblement un dels més antics en l'imperi romà d'Orient el "Llibre de Sant Joan Evangelista (el Teòleg)". Aquest i altres escrits apòcrifs van tenir gran influència en diverses homilies i escrits dels oradors orientals, com per exemple Joan de Tessalònica, Joan de Damasc, Sant Andreu de Creta, Sant Germà de Constantinoble, entre d'altres. Si bé no tenien ni tenen caràcter històric, l'Església Catòlica va veure en aquests escrits el fons teològic que existia i del qual els relats eren expressions adornades.

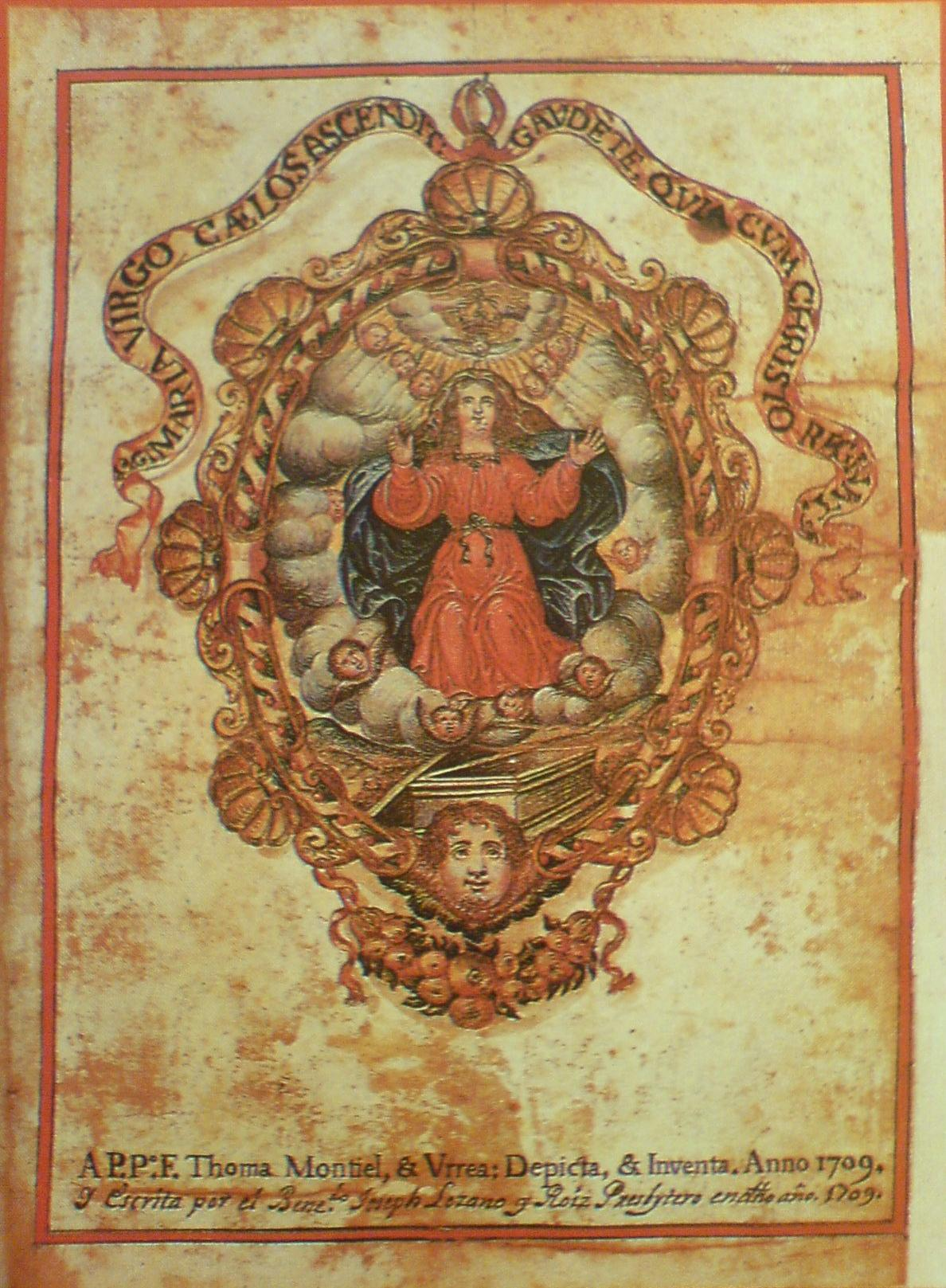
Pàgina del Consueta (partitura) del Misteri d'Elx de 1709.

### L'assumpció a Occident
A causa de factors polítics i lingüístics, ja que les relacions amb orient eren tibants i el grec no es dominava encara, la doctrina de l'assumpció de María no va ser desenvolupada sinó fins al segle xii on apareix el tractat Ad Interrogata, atribuït a Sant Agustí, el qual acceptava l'assumpció corporal de Maria. Sant Tomàs d'Aquino i altres grans teòlegs es van declarar a favor seu.
Pius V en el segle xvi al moment de reformar el Breviari va llevar les cites del "Pseudo-Jerònim" i les va substituir per unes altres que defensaven l'assumpció corporal.
Benet XIV va assenyalar la doctrina de l'assumpció com *pia i probable però sense assenyalar-la encara com dogma.
La influència del llibre dit el Pseudo-Jerònim el qual posava en dubte si Maria va ser assumpta al cel amb el seu cos o sense (encara que mantenint la creença en la seua incorrupció) va fer sorgir el dubte de si l'assumpció corporal estava inclosa en la celebració de la festa. A açò es va sumar un altre llibre que va gaudir de fama entre els convents i capítols anomenat el "Martirlogi" del monjo Usuardo (qui va morir cap a l'any 875) el qual lloava la reserva de l'església d'aquella època que preferiria no saber "el lloc on per mandat diví s'oculta aquest digníssim temple de l'Esperit Sant i el Nostre Senyor Déu ".

### El Dogma
El 1849 arribaren les primeres peticions al Vaticà de part dels bisbes perquè l'assumpció es declarés com doctrina de fe, aquestes demandes augmentaren a mesura que van passar els anys. Quan el Papa Pius XII va consultar l'episcopat el 1946 per mitjà de la carta Deiparae Virginis Mariae, l'afirmació que fos declarada dogma va ser quasi unànime.
Així l'1 de novembre de 1950 es va publicar la butlla Munificentissimus Deus en la qual el Papa, basat en la Tradició de l'Església Catòlica, prenent en compte els testimoniatges de la litúrgia, la creença dels fidels guiats pels seus pastors, els testimoniatges dels Pares i Doctors de l'Església i pel consens dels bisbes del món com "Magisteri Vivent", declarava com dogma de fe catòlica la doctrina de l'assumpció de la Mare de Déu:
| « | Per això, després que una vegada i una altra hem elevat a Déu les nostres precès suplicants i invocat la llum de l'Esperit de la Veritat, per a glòria de Déu omnipotent que va atorgar la seua particular benevolència a la Mare de Déu, per a honor del seu Fill, Rei immortal dels segles i vencedor del pecat i de la mort, per a augment de la glòria de la mateixa augusta Mare, i goig i gaubança de tota l'Església, per l'autoritat del nostre Senyor Jesucrist, dels benaventurats Apòstols Pere i Pau i nostra, vam proclamar, declarem i definim ser dogma divinament revelat: Que la Immaculada Mare de Déu, sempre Verge Maria, complit el curs de la seua vida terrestre, va ser assumpta en cos i ànima a la glòria celestial. | » |

## Festa
La festa de l'assumpció de Maria se celebra dia 15 d'agost. Altres denominacions que pren són la Mare de Déu d'agost, la Mare de Déu Dormida, la Dormició de la Mare de Déu, el Trànsit de la Mare de Déu o la Mare de Déu Morta.
La coincidència a la meitat de l'estiu provoca que siguin moltes les viles i ciutats que celebrin festes coincidint amb aquestes dates. Als Països Catalans destaquen les celebracions tradicionals del Misteri d'Elx al País Valencià i el Llit de la Mare de Déu a Mallorca.

### Misteri d'Elx
En la Basílica Menor de Santa Maria d'Elx se celebra tots els anys durant les festes en honor de l'assumpció de la Mare de Déu una representació líric-teatral en la qual es reflecteixen diverses tradicions procedents dels relats apòcrifs. El Misteri d'Elx, va gaudir de tal reconeixement que ja en 1632 Urbà VIII a través d'una Butlla li eximeix de la prohibició de representar obres teatrals en l'interior de les esglésies que havia acordat el Concili de Trent.

### Llit de la Mare de Déu
A Mallorca existeix la tradició d'instal·lar a la Seu i a altres parròquies de l'illa el túmul que representa el cos de Maria just abans de pujar al cel. L'escena se sol representar sobre un cadafal on reposa la figura jacent de la Mare de Déu generalment ornada amb espelmes, pal·li, àngels custodis, alfàbregues, bellveures al voltant. Al mateix temps s'hi conserven alguns rituals relacionats. De manera semblat el llit de la Mare de Déu, es instal·lat vuit dies abans del 15 d'agost a la catedral de l'Alguer, esglesia dedicada a Santa Maria.
De manera semblant el llit de la Mare de Déu, és instal·lat vuit dies abans del 15 d'agost a la catedral de l'Alguer, església dedicada a Santa Maria.